# Erika Haase
Erika Haase (* 23. März 1935 in Darmstadt; † 1. Mai 2013 in Darmstadt) war eine deutsche Pianistin.

## Leben
Erika Haase, geboren in Darmstadt, studierte von 1950 bis 1958 an der Städtischen Akademie für Tonkunst Darmstadt Klavier, zunächst bei Werner Hoppstock und ab 1954 bei Hans Leygraf. 1957, noch während ihres Studiums bei Leygraf wurde sie dessen Assistentin an der Akademie für Tonkunst. Wichtige Anregungen erhielt Erika Haase durch den Kammermusikunterricht bei Rudolf Kolisch von 1954 bis 1958 während dessen Aufenthalten in Deutschland. Außerdem nahm sie an Meisterkursen bei Edwin Fischer (Luzern 1957) und David Tudor (Internationale Ferienkurse für Neue Musik Darmstadt 1959) teil.
1959 wurde Erika Haase mit dem Kranichsteiner Musikpreis (Klavier) ausgezeichnet, Pflichtstück im Wettbewerb war die 1. Klaviersonate von Pierre Boulez. Ab 1960 besuchte sie die Sommerkurse von Eduard Steuermann im Rahmen der Internationalen Ferienkurse für Neue Musik Darmstadt, am Salzburger Mozarteum und 1963 an der Musikhochschule Hannover. Steuermann übte einen künstlerisch und stilistisch prägenden Einfluss auf sie aus.
1962 war Erika Haase Preisträgerin im Concours International d’interprétation piantistique Magda Tagliaferro in Paris. Zwischen 1963 und 1966 erhielt sie Auslandsstipendien und setzte ihre Studien in Paris und London fort, unter anderem bei Magda Tagliaferro. In dieser Zeit konzertierte sie für die BBC und zusammen mit Martha Argerich und Nelson Freire in Aufführungen von Strawinskys Les Noces unter der Leitung von Pierre Boulez. Von 1958 bis 1963 war Erika Haase Dozentin für Klavier an der Musikakademie von Sveriges Radio Stockholm. In dieser Zeit traf sie viel mit György Ligeti zusammen, der eine Gastprofessur in Stockholm hatte und mit dem sie eine enge Freundschaft verband.
Von 1967 bis 2000 unterrichtete Erika Haase an der Hochschule für Musik und Theater Hannover, ab 1974 als Professorin. Bemerkenswerterweise war sie anfangs die einzige Frau, die eine Professur für Klavier bekleidete. Zu ihren Schülern gehörten Gerrit Zitterbart, Andreas Staier, Ingo Metzmacher und Thomas Hell. In diesen Jahren kam sie auch in engen Kontakt mit dem Pianisten Conrad Hansen, von dem sie wichtige Anregungen erhielt.
Von 1997 an entstand für das Label Tacet eine fünfteilige Einspielungsserie der großen Etüdenwerke der Klavierliteratur, die international auf sehr positive Aufnahme stieß. Hervorzuheben sind insbesondere die über mehrere Jahre entstandene Einspielung der Etüden György Ligetis, die in enger Abstimmung mit dem Komponisten entstand, sowie die Gesamtaufnahme des Klavierschaffens Ligetis.
Die auf Initiative Erika Haases zustande gekommene 2-CD-Edition „Hommage á Steuermann“ machte 2009 die Gesamtaufnahme der Klavierwerke Arnold Schönbergs durch Eduard Steuermann aus dem Jahr 1957 erstmals wieder zugänglich und enthält verschiedene Welterstaufnahmen von Werken Steuermanns. Die Edition wurde 2010 mit dem Preis der Deutschen Schallplattenkritik ausgezeichnet.
Zu ihrem bevorzugten Musizierpartnern gehörten die Pianistin Carmen Piazzini und die Geigerin Jutta Rübenacker.

## Diskografie (Auswahl)
- Pierre Boulez, 1. Klaviersonate (1959, Darmstadt Aural Documents Box 4 - Pianists, Neos 2016)
- Fréderic Chopin, Préludes op. 28  (1987, Thorofon)
- Maurice Ravel, Sérénade Grotesque, Prélude, Menuet, Miroirs, Gaspard de la Nuit (9-12 March 1992, Gutingi GUT205)
- Frédéric Chopin, Sämtliche Etüden (1992/93, Thorofon CTH 2195)
- Alexander Skrjabin, Klaviersonaten Nr. 6 op. 62 und Nr. 10 op. 70, Vers la flamme; Olivier Messiaen, Cantéyodjayâ; Sergej Prokofieff, Klaviersonate Nr. 8 B-Dur op 84 (1996, Gutingi GUT 21)
- Pierre Jansen, L’Œuvre pour piano – 12 Pièces, Klaviersonaten Nr. 1 und 2 (Colette Zerah-Jansen, Klavier), Suite pour deux pianos (Colette Zerah-Jansen und Erika Haase, Klavier, 1997, 2CD Triton TRI 331106)
- Études pour piano Vol. I: Igor Strawinsky, Etüden op. 7; Bela Bartók, Drei Etüden op. 18; Olivier Messiaen, Quatre études de rythme, György Ligeti, Études pour piano, Band I & II (1997, Tacet)
- Études pour piano Vol. II: Witold Lutosławski, 2 Etüden (1940/41); Alexander Skrjabin, 3 Etüden op. 65; György Ligeti, Études pour piano, Band III; Claude Debussy, 12 Etüden (2001, Tacet)
- Études pour piano Vol. III: Franz Liszt, Grandes études de Paganini (1851), Trois études de concert (1849), Zwei Konzertetüden (1863) (2006, Tacet 150)
- Études pour piano Vol. IV: Robert Schumann: Sämtliche Etüden – Symphonische Etüden op.13, Etüden nach Paganini-Capricen op. 3 & op. 10, 6 Studien für den Pedalflügel op. 56 arrangiert für 2 Klaviere von Claude Debussy (mit Carmen Piazzini, 2008/09 Tacet)
- Études pour piano Vol. V, Johannes Brahms: Sämtliche Etüden – Paganini-Variationen op.35, Studien Nr. 1-5; Studie für die linke Hand (2012, Tacet)
- Hommage à György Ligeti. Sämtliche Klavier- und Cembalowerke – Études pour piano, Band I–III, Musica ricercata, Invention, Capriccios Nr. 1 & 2, 3 Stücke für Cembalo, 5 Stücke für Klavier 4-händig; 3 Stücke für 2 Klavier: Monument. Selbstportrait. Bewegung (mit Carmen Piazzini, Klavier; Tacet 1997–2003)
- Hommage à Steuermann. His historic recording of Schoenberg's piano music. Works and arrangements by Eduard Steuermann, enthält neben den Werken Schönbergs Eduard Steuermann, Suite for Piano (Thomas Hell, Klavier), Bearbeitungen für zwei oder drei Klaviere von Eduard Steuermann nach Werken von Johann Strauß (Sohn), Francis Poulenc, Franz Schubert (Erika Haase mit Carmen Piazzini und Ulrike Moortgat-Pick, Klavier; Tacet 2009)